# Heinz-Michael Mayer
Heinz-Michael Mayer (* 1954) ist ein deutscher Orthopäde und Neurochirurg mit Spezialisierung auf minimal-invasive Wirbelsäulenchirurgie. Er ist Herausgeber des Standardwerks Minimally Invasive Spine Surgery – A Surgical Manual und bekannt für innovative Operationstechniken sowie wissenschaftliche Beiträge zur Weiterentwicklung des Fachgebiets.

## Beruflicher Werdegang
Mayer absolvierte seine medizinische Ausbildung an der Johannes Gutenberg-Universität Mainz mit Staatsexamen und Promotion unter Kurt Schürmann. Seine Facharztausbildung absolvierte er an der Freien Universität Berlin. Er spezialisierte sich unter Günther Friedbold in der orthopädischen Universitätsklinik der Freien Universität Berlin im Oskar-Helene-Heim auf Orthopädie und unter Mario Brock am Neurochirurgischen Universitätsklinikum Benjamin Franklin auf Neurochirurgie mit dem Schwerpunkt Wirbelsäulenchirurgie.
Von 1998 bis 2019 war er Ärztlicher Direktor und Chefarzt der Schön Klinik München Harlaching. Er ist Experte für minimal-invasive Wirbelsäulenchirurgie (MISS). 1987 führte er als erster deutscher Chirurg eine endoskopische Operation zur Behandlung eines Bandscheibenvorfalls durch.
1997 publizierte er einen minimal-invasiven operativen Zugang zur Lendenwirbelsäule, welcher in den darauffolgenden Jahren zu einem Standardeingriff wurde. Er entwickelte gewebeschonende Techniken zur Erweiterung des Spinalkanals und zur Stabilisierung der Brust- und Lendenwirbelsäule, die heute internationaler Standard sind. Darüber hinaus war er an der Entwicklung chirurgischer Instrumente und Implantate beteiligt, etwa künstlicher Bandscheiben für die Halswirbelsäule und 3D-gedruckter Titan-Implantate.

## Wissenschaftliche Arbeit
Mayer publizierte über 100 wissenschaftliche Artikel in nationalen und internationalen Fachzeitschriften zu Themen wie mikrochirurgischer Dekompression, endoskopischen Zugängen und Bandscheibenersatz. Er war an der Entwicklung muskelschonender Operationstechniken beteiligt, die eine schnellere Genesung ermöglichen.
Er ist Herausgeber bzw. Mit-Herausgeber von neun wissenschaftlichen Büchern, darunter die 2006 erschienene Erstauflage des Standardwerks Minimally Invasive Spine Surgery – A Surgical Manual.

## Editorial Boards und Gastprofessuren
Mayer war Mitglied mehrerer Editorial und Advisory Boards, u. a. des European Spine Journal, Orthopädie und Orthopädische Traumatologie. In: The Open Spine Journal. und Asian Spine Journal.
Er hatte Gastprofessuren an:
- Hospital for Special Surgery, Cornell University, New York City
- Ain Shams University, Kairo, Ägypten
- Guangdong Hospital of Traditional Chinese Medicine, Guangzhou, China

## Auszeichnungen und Ehrungen
- Ehrenmitglied der Deutschen Wirbelsäulengesellschaft (DWG) (2023)[9]
- Goldene Ehrennadel der Deutschen Gesellschaft für Orthopädie und Orthopädische Chirurgie (DGOOC) (2022)[10]
- Wissenschaftspreis in Bronze, Paracelsus Medizinische Privatuniversität Salzburg (2018)[11]
- Honorarprofessor für Neurochirurgie an der Paracelsus Medizinischen Universität Salzburg[12]
- Gründungspräsident der Deutschen Wirbelsäulengesellschaft (2006)[13]
- Präsident der Eurospine – Spine Society of Europe (2006)[14]